# القوات الخاصة للأمن البيئي (السعودية)
القوات الخاصة للأمن البيئي هي أحد القطاعات العسكرية التابعة لوزارة الداخلية في المملكة العربية السعودية، وتعمل على مراقبة وضبط المخالفات البيئية والحياة الفطرية وحماية الغابات والموارد البحرية ومتابعة الجانب المتعلق بالتنوع الإحيائي في المملكة مثل الاحتطاب وقطع الأشجار ورمي المخلفات وتجريف التربة والصيد الجائر وغيرها.
وقد عُين اللواء ركن ساهر بن محمد الحربي في منصب قائد القوات الخاصة للأمن البيئي في فبراير 2020.